# Linea Nani
La linea Nani (detta più tardi Acquisto Vecchio) fu la linea confinaria stabilita in Dalmazia il 30 ottobre 1671 fra i possedimenti veneziani e ottomani, a seguito della Guerra di Candia.

## Premesse
La guerra di Candia, durata 25 anni (dal 1644 al 1669), si era combattuta prevalentemente sull'omonima isola e nei mari del Levante, ma aveva avuto delle ripercussioni anche in Dalmazia.

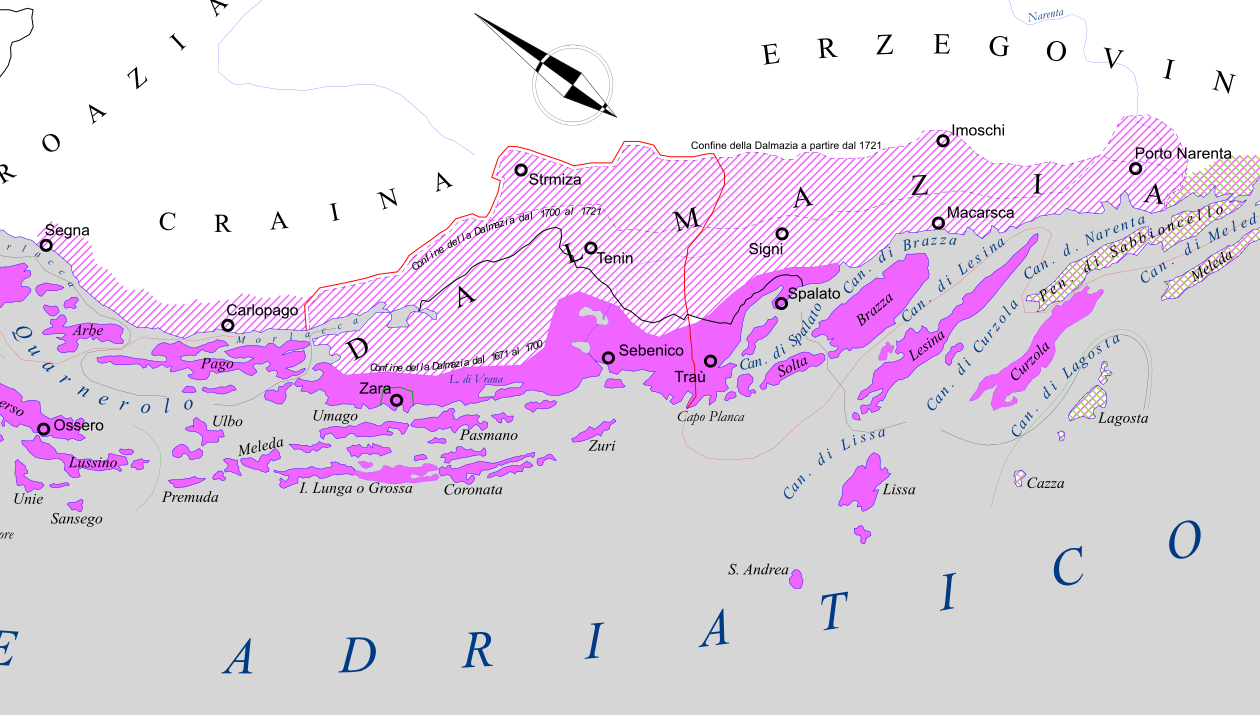
La Linea Nani nella mappa della Dalmazia

I locali bey slavo-turchi avevano sferrato una serie di attacchi contro alcune postazioni veneziane, ma le armate della Serenissima - al comando del provveditore Leonardo Foscolo - passarono al contrattacco ed espugnarono le piazzeforti di Tenin, Dernis, Signo e Saduar. La più significativa conquista fu però quella della fortezza di Clissa, che dominava dall'alto a brevissima distanza la città di Spalato.
Quando nel 1651 il Foscolo fu inviato a Candia in qualità di Capitano generale, gli sforzi bellici si concentrarono nella difesa dell'isola e di conseguenza vennero lesinati uomini e mezzi per la difesa delle conquiste in Dalmazia, col risultato di permettere ai turchi di riprendere gran parte del territorio perduto.

## Le trattative
Al termine del conflitto Venezia perse Candia, ma ottenne il riconoscimento delle sue conquiste in Dalmazia. Queste furono però oggetto di un lungo contenzioso, conclusosi con l'accordo raggiunto sulla linea confinaria dal commissario veneziano Battista Nani (da cui il nome di Linea Nani), comprendente Clissa ma non Macarsca e la sua riviera. Il territorio della Dalmazia veneziana - pur leggermente ampliato verso l'interno - nel complesso si riavvicinò al minimo storico, toccato dopo la battaglia di Lepanto, nel 1573.